# کلودیو مونته‌وردی
کلودیو مونته‌وردی (به ایتالیایی: Claudio Monteverdi) آهنگساز ایتالیایی در ۱۵ مه ۱۵۶۷ در کرمونا (لومباردی) به دنیا آمد و در ۲۹ نوامبر ۱۶۴۳ در ونیز درگذشت. مونته‌وردی آفرینندهٔ اُرفئو است که گرچه نخستین اپرای تاریخ موسیقی نیست اما قدیمی‌ترین اپرایی‌ست که هنوز اجرا می‌شود.

آثار مونته‌وردی را می‌توان نشانه دوره گذار از موسیقی رنسانس به موسیقی باروک دانست. وی در طول حیات هنری خود، آثاری خلق کرد که می‌توان در هر دو سبک طبقه‌بندی کرد.

## زندگی
کلودیو مونته‌وردی در سال ۱۵۶۷ در کرمونا، لومباردی متولد شد. پدر او بالدازاره پزشک، داروساز و جراح آماتور بود. کلودیو بزرگترین بچه از پنج فرزند خانواده بود.
در دوران کودکی در کلیسای جامع کرمونا تحت آموزش مارک آنتونیو اینگگنری قرار گرفت. کلودیو موسیقی را به عنوان یکی از اعضای گروه هم‌سرایی کلیسا فرا گرفت. در پانزده سالگی نخستین آثارش را منتشر کرد. در سال ۱۵۹۰ نخست به‌عنوان آوازخوان و نوازندهٔ ویولا و سپس در سال ۱۶۰۲ در مقام سرپرست موسیقی، در دربار مانتوآ کار کرد.

وی در سال ۱۶۱۳ میلادی به عنوان سرپرست موسیقی کلیسای سان‌مارکو در ونیز، که در آن زمان مهم‌ترین منصب کلیسایی برای یک موسیقیدان بود، انتخاب شد. او به مدت سی سال و تا زمان مرگش در سان‌مارکو ماند.

او از جمله اعضای نشستهای فلورانسی Florentiner Camerata بود که در آن نشست‌ها عدّه‌ای از شاعران، موسیقیدانان، فیلسوف‌ها و قشر تحصیلکرده به گرد هم می‌آمدند و در مورد مسئله مورد علاقه خود که در حقیقت فرهنگ و هنر یونان باستان بود گفتگو می‌کردند.
هدف آنها بازسازی نمایشنامه‌های آنتیک و قدیمی یونان باستان و ادغام آنها با معیارهای مطلوب جامعه آن روز فلورانس بود.
کلودیو مونته‌وردی در ۷۶ سالگی، در حالی که چندی قبل از آن کشیش کلیسای کاتولیک شده بود در ونیز درگذشت و در کلیسای فراری به خاک سپرده شد.

## برخی از آثار
مونته وردی از متن کارهای دراماتیک یونانی استفاده می‌کرد و برای آنها آهنگسازی می‌کرد. کارهای آوازی او مونودی یا تک صدایی بودند که همواره توسط باسو کنتینوو همراهی می‌شدند. در کارهای مونته وردی بخش کلام موسیقی اهمیت ویژه‌ای دارد.
او از جمله آهنگسازان آوانگارد در زمان خود محسوب می‌شود چرا که همواره در تلاش تولید افکت‌های جدید صدایی بود و به دنبال متد آهنگسازی خاص برای سازها، به گونه‌ای که به بیان شعر کمکِ بهتری بکنند. به‌طور مثل تکنیک ترمولو که برای نشان دادن خشم توسط او به کار گرفته شد. هدف او به حرکت درآوردن و به شوق آوردن مخاطب بود و از نظر او موسیقی خوب محسوب می‌شد که انسان را به وجد می‌آورد.
آثار مونته‌وردی به سه دسته تقسیم می‌شوند: مادریگال‌ها، اپراها و موسیقی کلیسا
- مس
- مادریگال‌ها
- اپرای اُرفئو
- اپرای لاریانا
- رقص کفار
- تیرسی و کلوری
- بازگشت اولیس
- تاجگذاری پوپه
- طنزهای موسیقی

او در هنگام آهنگسازی اش بسیار به مسئله محدوده صدایی خوانندگان توجه کرد و از آن دوره دامنه صدایی خوانندگان به نت‌های بسیار بالا گسترش یافت و به آنها امکان اجرای سولیستی و چه بسا خود نمایی یا همان ویرتوز بودن را داد. او همچنین برای صدای خانم‌ها قطعه‌های مهمی را نوشت و تأثیر بسیار قابل توجهی بر وضعیت زنان آن دوره گذاشت که تا قبل از آن چندان امکان اجرای موسیقی و خوانندگی را نداشتند.
تضّادهای ریتمیک در کارهای او از جمله عواملی هستند که در آن در بسیار چشمگیر هستند. او به ساخت ساز توجه ویژه‌ای داشت و کورنت (ساز) ساز مورد علاقه او در آن دوره بود. همیشه بر این باور بود که کورنت قابلیت تولید صدایی مانند صدای انسان را دارد.